# 環形世界
《圆环世界》（Ringworld，又譯《環形世界》）是美國小說家拉瑞·尼文创作于1970年的雨果奖和星云奖获奖科幻小说，故事发生在他所设定的已知空间宇宙中。这部作品被广泛认同为科幻小说杰作。该作品有三部续集，并且和设定在已知空间的其他故事有千丝万缕别的关系。

## 剧情概要
2855年，四位冒险者（两个人类和两个外星人）共同探访了神秘的圆环世界：一个围绕恒星的巨大人造环状结构。故事设定在科技极端发达的时空，远距离传送和超坚固的宇宙飞船外壳都是小菜一碟。

## 人物
- 人類，在本編時代因為受到外星人有條件援助，被強制節育並以彩票來限制生育權，但壽命也大蝠延長。
  - 路易·吳（Louis Gridly Wu），華裔的探險家和科學家，年屆二百歲但藉藥物保持健康，相當於現代人四十多歲。曾經多次探險，在久休和退隱多年後的二百歲生日時復出，他是本編主角也曾經在已知空间（英语：Known Space）系列的前作中多次登場。
  - 泰莉·布朗（Teela Brown），約二十歲的少女是本編女主角，其家族數代以來是內薩斯看中並以賄賂手段干預了人類生育彩票中鏢，但她本人和家族不知情，被蘇乃看成是自己幸運之星和優生學產物的公主。
- 耍木偶人（Pierson's Puppeteer），是在已知世界中掌握最高科技水平的物種（但仍不及環形世界的居民），屬於廣義改造人，由本身的兩個頭和隱藏的真正身體，控制著由機械組成的外表身體(木偶)組成。从远古的食草类群居动物进化而来，懦弱基本上是它们性格构成的最基本元素。它们的统治阶层被称为“在后面说了算的”，而最高统帅则被叫做“最后面的”。任何Puppeteers表现出一丝勇敢都会被认为是疯了（事实上也确实是疯了）。它们的英勇行为通常和精神类疾病有关，如躁鬱症和妄想症。
  - 蘇乃（内萨斯Nessus），今次探險的出資和計劃者，被同類視為腦筋有問題的成員，但其實是本系列宇宙觀真正的英雄，她（?）為得到環形世界的居民科技，解決了銀河系核心的重大天然災難危機，而不惜冒險和其敵對的外星人克孜合作。
- 克孜（Kzin），似貓的外星人，被人類和其他外星人認為是好戰和殘忍的，這是因為曾經發動多次侵略地球的戰爭，但因為人類得到耍木偶人和其同盟者「局外人」（Outsider）援助而失敗，是先進但人口較少的物種，因為對人類戰敗而死致人口更加大減。被其他外星人敵視和意圖藉其援助的人類之手拑制的。
  - 百獸議長（Speaker-to-Animals），出身自社會低地位低的種族，但對於先進的耍木偶人好奇，更圖接觸比耍木偶人更先進的環形世界居民。
- 環形世界的居民，外觀似略人類但較纖細的外星人。

## 續集
在1971年的世界科幻大會，一群麻省理工學院的學生大喊“環形世界不穩定！”（The Ringworld is unstable! The Ringworld is unstable!），並要求給出專業的設定。
因此作者寫出了環型世界締造者；在這本書裡面，環形世界邊緣牆壁上有許多引擎用於姿態調整，但許多引擎被不知道重要性的當地人拆離，拿來推動自己的太空船、用於恆星際旅行，因此造成了嚴重危害。

## 中譯資料
- 拉瑞·尼文著，張京生、楊柳譯，《環形世界》，桂林：漓江出版社，2001。

## 外部連結
- A review of Ringworld （页面存档备份，存于）
- Physical parameters of the Ringworld （页面存档备份，存于）
- Ringworld Image from Bryce3D Gallery